# Incasoctenus
Incasoctenus là một chi nhện trong họ Ctenidae.